# Pouteria singularis
Pouteria singularis är en tvåhjärtbladig växtart som beskrevs av Terence Dale Pennington. Pouteria singularis ingår i släktet Pouteria och familjen Sapotaceae. Inga underarter finns listade i Catalogue of Life.